# La Playa de Belén
La Playa de Belén – miasto w Kolumbii, w departamencie Norte de Santander.